# Llista de Creus de Sant Jordi/2015/Entitats

#### Entitats
Informació actualitzada per un bot. Els canvis manuals es perdran quan s'actualitzi!
| Entitat                                                                            | Wikidata  | Descripció                                               | Imatge |
| ---------------------------------------------------------------------------------- | --------- | -------------------------------------------------------- | ------ |
| Teatre Romea                                                                       | Q4569267  | teatre de Barcelona                                      |        |
| Sant Daniel de Girona                                                              | Q4893249  | monestir a Girona                                        |        |
| Hospital del Mar                                                                   | Q9004969  | hospital a Barcelona                                     |        |
| Agrupació Sardanista l'Ideal d'en Clavé de les Roquetes                            | Q11904332 |                                                          |        |
| Cooperativa Lletera del Cadí                                                       | Q11915490 |                                                          |        |
| Castells i Planas de Cardedeu                                                      | Q19998162 |                                                          |        |
| Alter Mútua de Previsió Social dels Advocats de Catalunya a Quota Fixa             | Q20100271 |                                                          |        |
| ASPASIM                                                                            | Q20100293 |                                                          |        |
| Associació Egueiro                                                                 | Q20100303 |                                                          |        |
| Casa Pairal Fundació Privada                                                       | Q20100400 |                                                          |        |
| Confraria de Mestres Fusters i Gremi de Fusters, Ebenistes i Similars de Barcelona | Q20100432 |                                                          |        |
| Fundació Hospital de Sant Pau i Santa Tecla                                        | Q20100612 | fundació sanitària a Tarragona                           |        |
| Fundació Privada Vallès Oriental                                                   | Q20100613 |                                                          |        |
| Grup de Treball Estable de les Religions                                           | Q20100686 |                                                          |        |
| Facultat d'Informació i Mitjans Audiovisuals                                       | Q30919322 | facultat d'informació i mitjans audiovisuals a Barcelona |        |